# مايك دوبويسون
مايك دوبويسون Mike Dubuisson (من مواليد 30 سبتمبر 1991) هو لاعب كرة قدم كندي في مركز ظهير دفاعي يلعب لفريق بي سي ليونز فيالدوري الكندي لكرة القدم (CFL). وسبق له أن لعب كرة القدم في رابطة الدول المستقلة لصالح جامعة مونتريال وجامعة وندسور.